# All You Need Is Now
Az All You Need Is Now a Duran Duran tizenharmadik stúdióalbuma.
Az első kiadásakor (2010 decemberében) az album 119. helyen debütált a Billboard 200-on, és 15 ezer példány kelt el belőle. A 2011 márciusi végleges kiadáskor 29. helyen debütált. Az albumból nagyjából 76 ezer kelt el az Egyesült Államokban, 2015 augusztusáig. Az album mellett természetesen turnéztak is a the All You Need Is Now Tour keretében.

## Kritikák, fogadtatás
Az All You Need Is Now jelenleg 100-ból 74 ponton áll a Metacritic-en, általában kedvező kritikákkal. A PopMatters Crispin Kott-ja ezt írta: "Ez a legjobb album, amit a Duran Duran kiadott a Rio óta (9/10)". A Rolling Stone 3.5 pontot adott az ötből. 2011 márciusában a Mojo 4/5-öt adott az albumra, briliáns jelzővel ellátva. gave the album 4 out of 5 (means "Brilliant") and stated "Vegyél egy kis Roxy Music-ot, adj hozzá Kraftwerk-et és szórj rá egy kis Chic-et. Az eredmény pedig Duran Duran".

## Kislemezek
- Az "All You Need Is Now" volt az első kislemez az albumról. Az iTunes-on 2010 decemberében jelent meg. A videóklipet Nick Egan rendezte.[6]
- A második kislemez a "Girl Panic!" volt. Limitált 7" kislemezként adták ki 2011. április 16-án, egy David Lynch által készített remix-szel kiegészítve.[7] A videóklip 2011 novemberében jelent meg Jonas Åkerlund rendezésében. A klipben szerepelt többek közt Naomi Campbell, Eva Herzigova, Cindy Crawford, Helena Christensen, és Yasmin Le Bon.[8]
- A "Leave a Light On" csak az Egyesült Királyságban lett kiadva.

## Számok
| 1. | All You Need Is Now                                 | Duran Duran Mark Ronson Dominic Brown | 4:34 |
| 2. | Blame the Machines                                  | Duran Duran Brown                     | 4:11 |
| 3. | Being Followed                                      | Duran Duran Brown                     | 3:47 |
| 4. | Leave a Light On                                    | Duran Duran Brown                     | 4:36 |
| 5. | Safe (In the Heat of the Moment) (Ana Matronic-kal) | Duran Duran Ronson Brown Ana Matronic | 3:59 |
| 6. | Girl Panic!                                         | Duran Duran Ronson Brown              | 4:31 |
| 7. | The Man Who Stole a Leopard (Kelisszel)             | Duran Duran                           | 6:13 |
| 8. | Runway Runaway                                      | Duran Duran Brown                     | 3:04 |
| 9. | Before the Rain                                     | Duran Duran                           | 4:12 |

| 1.  | All You Need Is Now                                 | Duran Duran Ronson Brown              | 4:34 |
| 2.  | Blame the Machines                                  | Duran Duran Brown                     | 4:11 |
| 3.  | Being Followed                                      | Duran Duran Brown                     | 3:47 |
| 4.  | Leave a Light On                                    | Duran Duran Brown                     | 4:36 |
| 5.  | Safe (In the Heat of the Moment) (Ana Matronic-kal) | Duran Duran Ronson Brown Ana Matronic | 3:59 |
| 6.  | Girl Panic!                                         | Duran Duran Ronson Brown              | 4:31 |
| 7.  | A Diamond in the Mind                               | Duran Duran Ronson Brown              | 1:15 |
| 8.  | The Man Who Stole a Leopard (Kelisszel)             | Duran Duran                           | 6:13 |
| 9.  | Other People's Lives                                | Duran Duran Ronson Brown              | 3:43 |
| 10. | Mediterranea                                        | Duran Duran Ronson Brown              | 5:38 |
| 11. | Too Bad You're So Beautiful                         | Duran Duran Brown Nick Hodgson        | 4:54 |
| 12. | Runway Runaway                                      | Duran Duran Brown                     | 3:04 |
| 13. | Return to Now                                       | Duran Duran Ronson Brown              | 1:33 |
| 14. | Before the Rain                                     | Duran Duran                           | 4:12 |

| 15. | Networker Nation                      | Duran Duran Brown        | 3:10 |
| 16. | All You Need Is Now (Youth Kills Mix) | Duran Duran Ronson Brown | 4:55 |

| 15. | Networker Nation | Duran Duran Brown | 3:10 |

| 15. | Too Close to the Sun | Duran Duran Brown | 5:15 |
| 16. | Early Summer Nerves  | Duran Duran Brown | 3:03 |
| 17. | Networker Nation     | Duran Duran Brown | 3:10 |

| 1. | The Making of All You Need Is Now          |  |
| 2. | All You Need Is... Mark Ronson             |  |
| 3. | The Art of Clunie Reid                     |  |
| 4. | On Set of the Photoshoot                   |  |
| 5. | All You Need Is Now – Official Music Video |  |
| 6. | Behind the Scenes at the Videoshoot        |  |
| 7. | Track by Track                             |  |

| 1. | Networker Nation                      | Duran Duran Brown        | 3:11 |
| 2. | Too Close to the Sun                  | Duran Duran Brown        | 5:15 |
| 3. | Early Summer Nerves                   | Duran Duran Brown        | 3:03 |
| 4. | This Lost Weekend                     | Duran Duran Brown        | 3:12 |
| 5. | All You Need Is Now (Youth Kills Mix) | Duran Duran Ronson Brown | 4:55 |

| 1.  | Networker Nation                                    | Duran Duran Brown        | 3:11 |
| 2.  | This Lost Weekend                                   | Duran Duran Brown        | 3:12 |
| 3.  | Too Close to the Sun                                | Duran Duran Brown        | 5:15 |
| 4.  | Early Summer Nerves                                 | Duran Duran Brown        | 3:03 |
| 5.  | All You Need Is Now (Tom Middleton Cosmos Remix)    | Duran Duran Ronson Brown | 7:54 |
| 6.  | All You Need Is Now (Pablo La Rosa Remix)           | Duran Duran Ronson Brown | 6:03 |
| 7.  | All You Need Is Now (Youth Kills Mix)               | Duran Duran Ronson Brown | 4:55 |
| 8.  | All You Need Is Now (Youth Kills Alt Doom Mix)      | Duran Duran Ronson Brown | 4:55 |
| 9.  | Girl Panic! (David Lynch Remix)                     | Duran Duran Ronson Brown | 4:11 |
| 10. | Girl Panic! (Johnson Somerset & John Monkman Remix) | Duran Duran Ronson Brown | 8:30 |

## Előadók, munkálatok

### Duran Duran
- Simon Le Bon – ének
- John Taylor – basszusgitár
- Nick Rhodes – billentyűk
- Roger Taylor – dobok

### További előadók
- Dominic Brown – gitár
- Simon Willescroft – szaxofon
- Nina Hossain – ének (2, 7)
- Anna Ross – háttérénekes (3)
- Jamie Walton – cselló (3, 9)
- Mark Ronson – gitár (4)
- Ana Matronic – ének, rap (5)
- Tawiah – háttérénekes (5)
- Kelis – ének (8)
- Owen Pallett – húrozás (7)
- The St. Kitts String Octet – húrozás (7)

### Utómunka
- Mark Ronson - producer
- Mark 'Spike' Stent, Matty Green - keverés
- Ted Jensen - keverés

### Szerzők
- Duran Duran
- Dominic Brown (1–7, 9–13)
- Mark Ronson (1, 5, 6)
- Ana Matronic (5)
- Nick Hodgson (11)

## Slágerlisták
| Slágerlista (2010–11)                                | Legmagasabb pozíció |
| ---------------------------------------------------- | ------------------- |
| Ausztrál albumok (ARIA Charts)                       | 79                  |
| Osztrák albumok (IFPI)                               | 62                  |
| Belga albumok (Ultratop Flanders)                    | 77                  |
| Belga albumok (Ultratop 50 Wallonia)                 | 1                   |
| Kanadai albumok (Canadian Albums Chart)              | 52                  |
| Cseh albumok (IFPI)                                  | 12                  |
| Holland albumok (MegaCharts)                         | 23                  |
| Német albumok (Media Control Charts)                 | 39                  |
| Ír albumok (Irish Albums Chart)                      | 78                  |
| Olasz albumok (FIMI)                                 | 10                  |
| Lengyel albumok (Polish Music Charts)                | 39                  |
| Orosz albumok (Russian Music Charts)                 | 16                  |
| Skót albumok (Scottish Singles and Albums Charts)    | 17                  |
| Svájci albumok (Schweizer Hitparade)                 | 28                  |
| Brit albumok (OCC)                                   | 11                  |
| Brit albumok (UK Indie Chart)                        | 4                   |
| Amerikai albumok (Billboard 200)                     | 29                  |
| Amerikai rock albumok (Top Rock Albums)              | 7                   |
| Amerikai alternatív albumok (Top Alternative Albums) | 7                   |
| Amerikai független albumok (Independent Albums)      | 6                   |

## Kiadások
A Discogs adatai alapján.
| Régió              | Év   | Formátum | Kiadó                        |
| ------------------ | ---- | -------- | ---------------------------- |
| Világszerte        | 2011 | LP, CD   | Tape Modern, S-Curve Records |
| Egyesült Királyság | 2011 | LP, 12"  | The Vinyl Factory            |
| Dél-Korea          | 2011 | LP, CD   | Kang & Music                 |
| Hong Kong          | 2011 | LP, CD   | Love Da Records              |
| Törökország        | 2011 | LP, CD   | Topkapı Müzik                |
| Japán              | 2012 | LP, CD   | Ward Records                 |
| Németország        | 2014 | LP, CD   | Tape Modern                  |

## Fordítás
Ez a szócikk részben vagy egészben  az   All You Need Is Now című angol Wikipédia-szócikk ezen változatának fordításán alapul.  Az eredeti cikk szerkesztőit annak laptörténete sorolja fel. Ez a jelzés csupán a megfogalmazás eredetét és a szerzői jogokat jelzi, nem szolgál a cikkben szereplő információk forrásmegjelöléseként.